# Sundby (métro de Copenhague)
Pour les articles homonymes, voir Sundby.
Sundby est une station de la ligne 1 du métro de Copenhague située sur l'île d'Amager sur la commune de Copenhague. 

## Situation
La station de métro Sundby est située à Copenhague dans le quartier d'Ørestad sur Ørestads Boulevard. 
Elle est située entre les stations DR Byen et Bella Center. 

## Histoire
La station de métro Sundby entre en service le 19 octobre 2002.
Elle doit son nom au quartier de Sundby qu'elle dessert. La construction de cette station a permis le développement urbain du nouveau quartier d'Ørestad dont elle dessert un secteur qui n'a pas encore été développé (Amager Fælled Kvarter en danois). 

## Services au voyageurs

### Accès
La station Sundby est aérienne. Elle est accessible par deux escaliers et un ascenseur menant directement au quai situé sur un viaduc. La station ne possède pas de niveau destiné à l'information des voyageurs et à la vente des titres de transport.

### Quais
La station dispose d'un quai central couvert et à l'air libre desservant 2 voies sur lesquelles circulent les métros à conduite automatique. Les voies sont séparées du quai par des portes vitrées à ouverture automatique. Des écrans informent les voyageurs des directions et du temps d'attente pour les prochains métros. 

### Intermodalité
La station est en correspondance avec le réseau de bus de l'agglomération de Copenhague. 
De nombreux emplacements pour le stationnement des vélos sont disponibles sur les espaces publics alentour ainsi qu'en-dessous de la station située en viaduc. 

## À proximité
- Amager Fælled, réserve naturelle